# Odontobutis hikimius
Odontobutis hikimius är en fiskart som beskrevs av Jirô Iwata och Sakai 2002. Odontobutis hikimius ingår i släktet Odontobutis och familjen Odontobutidae. Inga underarter finns listade i Catalogue of Life.